# Airton José dos Santos
José Airton dos Santos (Bom Repouso, 25 de junio de 1956) es un sacerdote católico de Brasil y el obispo, es la quinta y actual arzobispo de la archidiócesis de Campinas.

## Vida religiosa
Fue nombrado para el cargo de obispo de Mogi das Cruzes 4 de agosto de 2004, por el papa Juan Pablo II.
El 15 de febrero de 2012 el papa Benedicto XVI elevó a la dignidad de arzobispo, fue nombrado arzobispo de la archidiócesis de Campinas, que asumió el cargo el 15 de abril de ese año.